# Santa Teresa di Riva
Santa Teresa di Riva er en italiensk by (og kommune) i regionen Sicilien i Italien, med omkring 9.335(2023) indbyggere.  